# 波洛吉-喬比特基
49°59′1″N 31°40′30″E / 49.98361°N 31.67500°E
波洛希-喬比特基（烏克蘭語：Пологи-Чобітки）是位於烏克蘭北部的村莊，由基辅州鲍里斯皮尔区的齊布利市鎮負責管轄。該村面積1.4平方公里，海拔高度104米，2001年人口291，人口密度每平方公里207.9人。